# Saint-Médard (Québec)
Pour les articles homonymes, voir Saint-Médard.
Saint-Médard est une municipalité située dans la municipalité régionale de comté des Basques dans la région administrative du Bas-Saint-Laurent au Québec (Canada).

## Toponymie
Le nom de la municipalité de Saint-Médard rappelle le prêtre Joseph-Médard Belzile qui y a célébré la première messe en 1915 et a desservi la paroisse de 1903 à 1916 ainsi que Médard de Noyon,.

## Histoire
La mission est officiellement fondée le 19 août 1915 et desservie par le curé de Sainte-Françoise. La première messe y est célébrée le 12 septembre 1915 par Joseph-Médard Belzile,,.
Le 21 juin 1931, la paroisse de Saint-Médard est érigée canoniquement,. Le premier curé de la paroisse est Alexis April qui en était déjà le desservant depuis 1929. Une chapelle-école est construite en 1931. En 1940, l'église actuelle est construite.

## Géographie
Elle se situe à environ 25 km à l'est de Trois-Pistoles.
La rivière Boisbouscache traverse la municipalité du sud-ouest vers le nord-est.
À partir du lac Abraham-Bell, dans le nord-ouest, la rivière Abraham-Bell coule vers le sud-ouest.
La rivière aux Bouleaux coule à la limite nord-ouest vers le sud-ouest.
À partir de son crénon, dans le nord-est, la rivière des Accores coule vers le nord-est.
Le territoire comprend les lacs du Diable et du Sud.

## Démographie
| 1951 | 1956 | 1961 | 1966 | 1971 |
| ---- | ---- | ---- | ---- | ---- |
| 606  | 637  | 661  | 589  | 478  |

| 1976 | 1981 | 1986 | 1991 | 1996 |
| ---- | ---- | ---- | ---- | ---- |
| 398  | 404  | 374  | 321  | 314  |

| 2001 | 2006 | 2011 | 2016 | 2021 |
| ---- | ---- | ---- | ---- | ---- |
| 281  | 252  | 222  | 209  | 216  |

## Économie
Les principales activités économiques de Saint-Médard sont l'agriculture et l'industrie forestière.

## Administration
Les élections municipales se font en bloc pour le maire et les six conseillers.
| Saint-Médard Maires depuis 2001                                                                                       |                       |         |          |
| Élection | Maire                 | Qualité | Résultat |
| 2001 | Jean-Yves Beaulieu    |         | Voir     |
| 2005 | Carol Gagnon          |         | Voir     |
| 2009 | Marise Labrie         |         | Voir     |
| 2013 | Carmen Bélisle        |         | Voir     |
| 2014 | Louis-Philippe Sirois |         | Voir     |
| 2017 | Louis-Philippe Sirois | Voir    |          |
| 2021 | Linda Gagnon          |         | Voir     |
| Élection partielle en italique Depuis 2005, les élections sont simultanées dans toutes les municipalités québécoises. |                       |         |          |